# Wörnitz (rivière)
Pour les articles homonymes, voir Wörnitz.
La Wörnitz  est une rivière allemande de Bavière, affluent de la rive gauche du Danube.

## Géographie
Elle prend sa source en Bavière occidentale dans la Frankenhöhe près de Schillingsfürst et arrose les villes de Dinkelsbühl et Wassertrüdingen, avant qu'elle ne pénètre dans l'Astroblème de Ries à partir d'Auhausen où elle prend la direction du sud.
La Wörnitz est aussi connu pour ses multiples coudes et est en conséquence surnommée la « rivière des files d'attente ». Elle aboutit après 132,5 km à Donauworth.